# Central telefônica

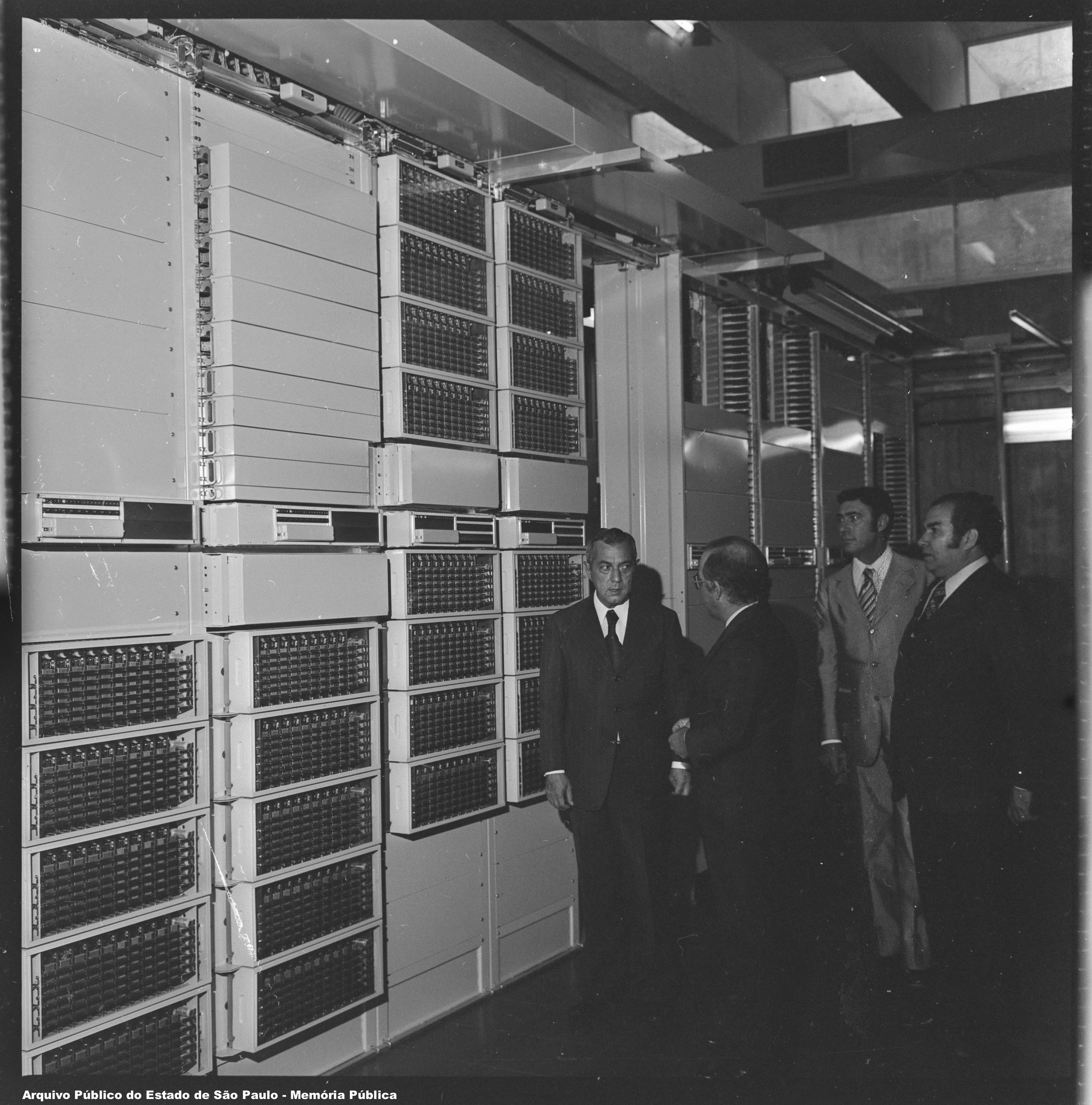
Central telefônica crossbar de Caçapava (1975).

Em telecomunicações central telefônica(pt-BR) ou central telefónica(pt) é o equipamento que realiza a ligação (comutação) entre dois usuários ("assinantes") do serviço de telefonia. As centrais telefônicas são também comumente chamadas de centrais de comutação.

## História

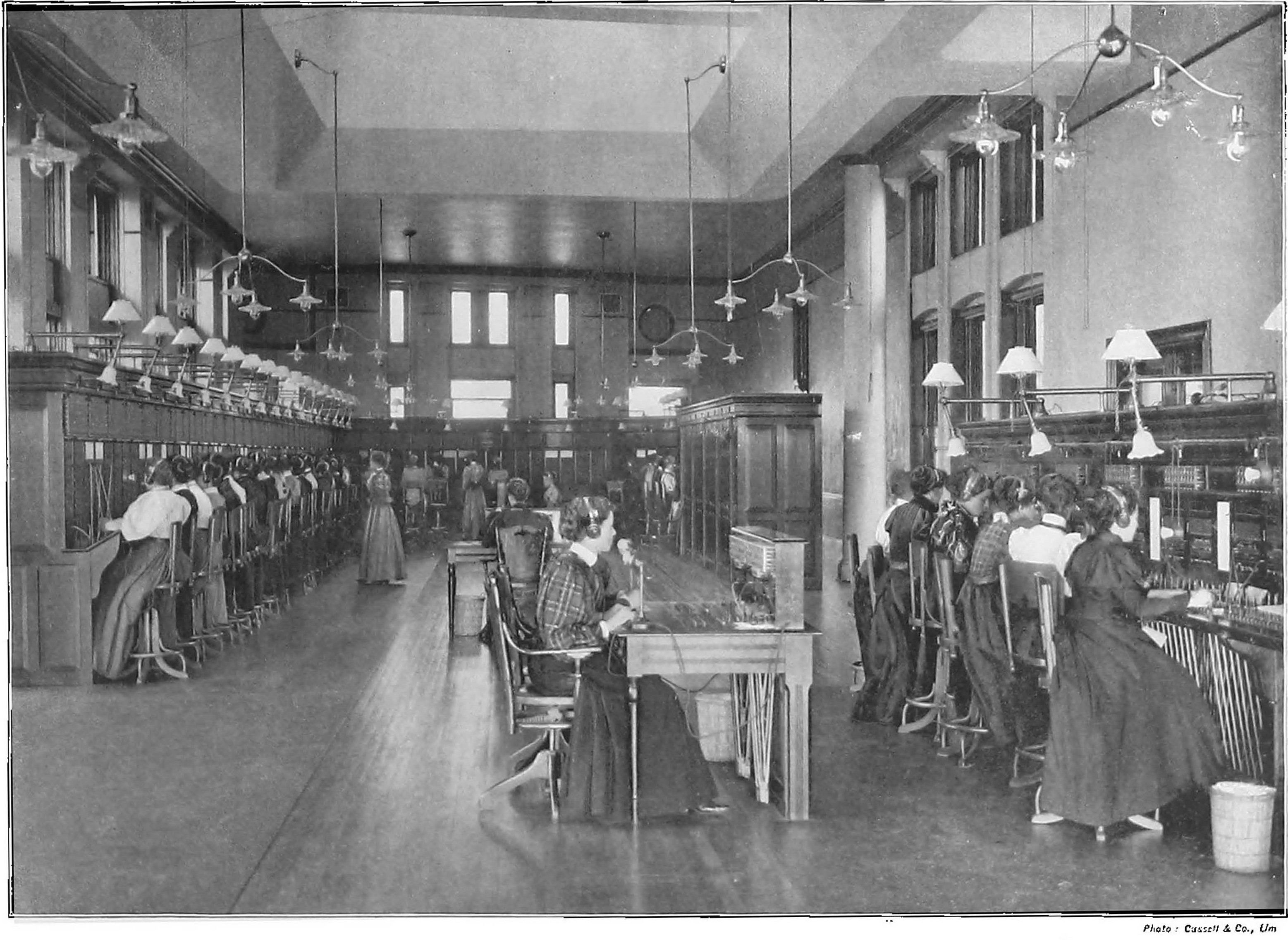
Central telefônica de Montreal (c. 1895)

### Invenção
Os irmãos Thomas e Daniel Connelly, juntamente com Thomas J. McTighe, patentearam o primeiro sistema em que um usuário podia controlar um mecanismo de comutação à distância. O aparelho, bastante primitivo, baseava-se nos telégrafos ABC de Wheatstone (físico inglês) e nunca chegou a ser usado. A parte principal do sistema era uma roda dentada, semelhante às usadas em relógios, que movida por um eletroímã, percorria o espaço de um “dente” por vez. Quando o eletroímã recebia um pulso elétrico, atraía uma barra metálica que fazia a roda dentada girar um “espaço”, movendo um braço de metal que, transmitia os pulsos elétricos sucessivamente e estabelecia contato com as demais linhas.
A primeira central telefônica do mundo foi inaugurada em 28 de janeiro de 1878 em New Haven, Connecticut, tendo sido iniciada com oito assinantes. Em 1884, Ezra Gilliland, da empresa Bell, desenvolveu um sistema de comutação automática mais simples, porém semelhante ao dos irmãos Connely e McTighe que podia trabalhar com até 15 linhas. Nesse sistema, que também não chegou a ser usado na prática, havia um contato metálico que pulava de uma posição para outra, quando o usuário apertava um botão, determinando o tipo de conexão que era estabelecida.

### O sistema Strowger
Um avanço realmente importante e surpreendente ocorreu em 1889 quando o agente funerário Almon Brown Strowger, da cidade de Kansas City, desenvolveu um sistema de comutação automático que realmente funcionava.
Conta a história que Almond Strowger desconfiava que as telefonistas desviavam, propositalmente, as ligações destinadas a ele para um outro agente funerário, seu concorrente. Por isso, resolveu inventar um sistema que dispensasse o intermédio delas. Após vários estudos e tentativas, Strowger construiu, com a ajuda de um relojoeiro, um sistema que atenderia 100 linhas telefônicas, que foi patenteado em 1891. A invenção deu tão certo que no mesmo ano Strowger fundou a Automatic Electric Company para comercializá-la.
A primeira central telefônica automática a usar o sistema de Strowger foi aberta em 1892 em La Porte, Indiana. Na década que seguiu, foram instaladas mais de 70 centrais destas nos Estados Unidos.

## Funções
As principais funções de uma central telefônica são semelhantes desde a sua invenção:
- Atendimento: O sistema monitora todo e qualquer pedido de chamada;
- Recepção de informação: Além do controle de início/fim da chamada, verifica-se também o endereço e valor adicionado à chamada;
- Processamento da informação: Após receber as informações, o sistema define as ações a serem tomadas;
- Teste de ocupado: O sistema verifica o circuito e avalia se está disponível para a chamada;
- Interconexão: Segue a seguinte conexão - central para origem, central para o destino e a conexão origem-destino;
- Alerta: Assim que a conexão é concluída são enviados tons tanto para o destino, como para a origem;
- Supervisão: Analisa enquanto a chamada esta em andamento, tarifando e verificando o momento do fim, para liberação do sistema;
- Envio de informação: Troca de informações entre centrais, para origem e destino da chamada.

É importante observar que o processo para comutar dois terminais telefônicos em termos gerais é simples porém, na prática, exige uma grande infraestrutura disponível para sistemas de telecomunicações, tais como sistemas de energia elétrica, ar-condicionado, pressurização de cabos, rede de cabos e sistemas de transmissão/recepção (rádios, modems, etc.).

## Tipos de centrais

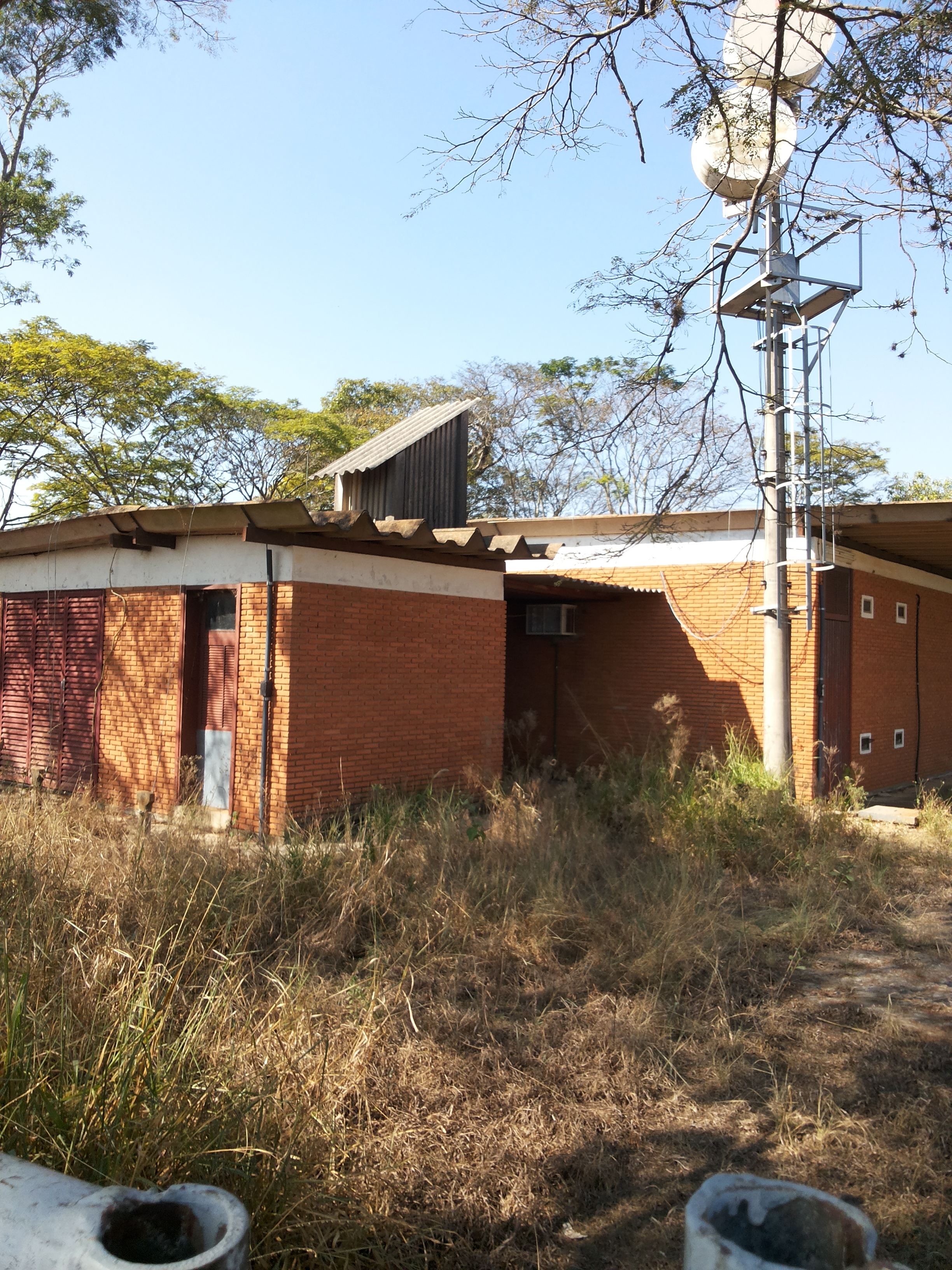
Central telefônica rural Horto Florestal no km 139 da via Anhanguera em Limeira.

### Centrais públicas
Existem dois tipos de centrais públicas:
As centrais urbanas, que se subdividem em categorias:
- Central local: onde chegam às linhas de assinantes e se faz a comutação local. A interligação de centrais locais formam uma rede em malha ou sistema local;
- Central tandem local: comuta ligações entre centrais locais, formando uma rede estrela;
- Central trânsito interurbana: interliga duas ou mais centrais tandem local. Essas centrais interligam-se também com outras centrais trânsito;
- Central tandem interurbana: interliga centrais interurbanas;
- Central trânsito internacional: faz a interligação entre países.

E as centrais rurais, que são apenas locais.

### Centrais privadas
Utilizadas em empresas ou outros setores nos quais o volume de tráfego é alto, os aparelhos telefônicos ligados a uma central privada são chamados de ramais, enquanto os enlaces com a central local são chamados troncos. O PABX é o principal e mais conhecido tipo de central privada.

## Evolução tecnológica

### Centrais manuais

Central manual (1945).

Os primeiros telefones eram conectados a centrais manuais, operadas por telefonistas. O usuário tinha que girar uma manivela para gerar a “corrente de toque” e chamar a telefonista que atendia e, através da solicitação do usuário, comutava os pontos manualmente na central através das “pegas”. Assim um assinante era conectado ao outro.

### Centrais automáticas

#### Primeiros tipos
As primeiras centrais automáticas que dispensavam o operador/telefonista para completar uma ligação eram do tipo eletromecânicas, baseadas em relés, dos tipos rotativa (rotary) e passo-à-passo (step-by-step).
Com o surgimento das centrais automáticas os telefones passaram a ser providos de “discos telefônicos” para envio da sinalização. Estes discos geravam a sinalização decádica, que consistia de uma série de pulsos (de 1 a 10).
A primeira central automática do Brasil foi inaugurada em 1922 na cidade de Porto Alegre, a segunda foi inaugurada três anos depois na cidade gaúcha de Rio Grande, e a terceira no ano de 1928 em São Paulo. Em 1929 foi a vez do Rio de Janeiro inaugurar sua primeira central automática.

#### Barras-cruzadas

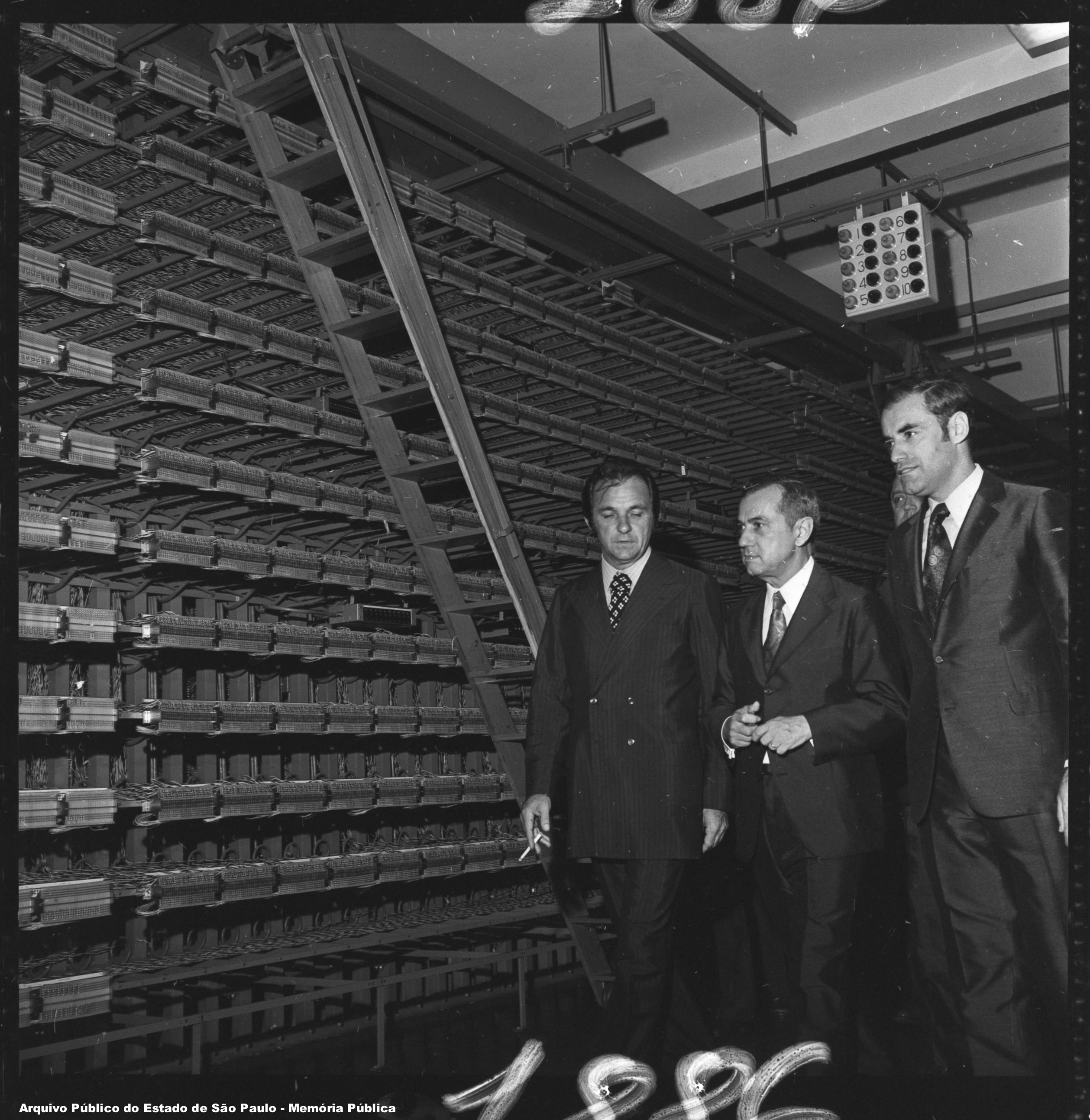
Central telefônica Pentaconta PC-1000 SESA/ITT de Ribeirão Preto (1973).

Posteriormente surgiram as centrais do tipo barras-cruzadas (crossbar), também eletromecânicas só que mais modernas tecnologicamente.
Principais tipos de centrais barras-cruzadas que eram utilizadas no Brasil:
- Séries AGF e ARF (Ericsson)[11][12][13]
- Série NC (NEC)
- Série Crosspoint ESK (Siemens)
- Série 5005 (Plessey ATE)[14][15]
- Série Pentaconta PC (Standard Electrica/ITT)[16]
- Série UD (Philips-Inbelsa)[17][18][19]

### Centrais digitais
Na década de 70 as centrais telefônicas passaram por um processo evolutivo da era analógica para a era digital (processamento por computador). Essa mudança ocorrida nos núcleos de processamento das centrais, através da troca de componentes eletromecânicos por processadores digitais estendeu-se aos outros componentes funcionais das centrais, dando origem às centrais do tipo CPA (central controlada por programa armazenado).
As CPA's são verdadeiros computadores específicos para a função, e trabalham com um software interno para execução das operações inerentes: interligar (comutar) terminais, executar controle, teste e gerenciamento do hardware, além de serviços adicionais aos clientes (identificação de chamadas, transferência de chamadas, ligações simultâneas, etc.). Nessa época também começaram a ser utilizados os "telefones com teclas", que facilitavam a discagem e o acesso aos novos recursos oferecidos pelas CPA's.
No Brasil a política para a implantação de CPA's teve início em 1973, através de Portaria do Ministério das Comunicações, onde os cinco fabricantes instalados no Brasil (SESA/ITT, Ericsson, NEC, Philips-Inbelsa e Siemens) poderiam por sua conta e risco instalar esses equipamentos de forma experimental. Mas em 1975, através de nova Portaria do Ministério das Comunicações, foram definidas novas diretrizes para a política de implantação de CPA's.
Assim em dezembro de 1977 foi inaugurada pela Telecomunicações de São Paulo (TELESP) na Vila Mariana (São Paulo) a primeira central telefônica do Brasil utilizando a nova tecnologia de forma experimental, com equipamento do tipo PRX fabricado pela Philips-Inbelsa.
Em dezembro de 1979 a TELESP assina com a Ericsson do Brasil o primeiro contrato comercial para fornecimento e instalação de centrais CPA, do tipo AXE 10, sendo que em abril de 1982 foi inaugurada de fato a primeira central CPA do país (também em Vila Mariana, São Paulo), representando um marco nas telecomunicações brasileiras.
Principais tipos de CPA's presentes no mercado de comutação do Brasil:
- Série AXE 10 (Ericsson - sueca)[28]

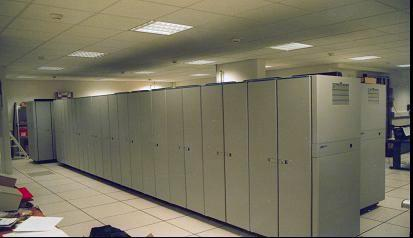
Central digital DMS 100 Nortel.

- Série EWSD (Equitel/Siemens - alemã)[29][30]
- Série NEAX 61 (NEC - japonesa)[31][32]
- Série 5 ESS (AT&T - norte-americana)[33]
- Série S 1240 (Alcatel - francesa)
- Série DMS 100 (Nortel - canadense)
- Série ZTX (Zetax - brasileira)
- Série ELCOM (Batik - brasileira)
- Séries SPX 2000 e CPR (Equitel/Siemens - alemã)[34]
- Séries TRÓPICO R e RA, desenvolvidas pelo CPqD e produzidas pela Promon (ex-Elebra e atual Trópico), pela Alcatel (ex-PHT e SESA/ITT) e pela STC

#### Tecnologia brasileira
Em 1973, no âmbito de um acordo entre a Universidade de São Paulo (USP) e a Telebras, surgiu o embrião de uma central telefônica digital nacional, projetada para substituir as importações de centrais analógicas. Naquela época, nenhuma empresa brasileira possuía tecnologia para fabricar esses equipamentos. Nascia assim o projeto SISCOM - Sistemas de Comutação - dentro da Escola Politécnica (Poli) da USP. Após alguns anos de existência, mais precisamente em 1977, passou o projeto SISCOM da universidade para o recém-criado Centro de Pesquisa e Desenvolvimento (CPqD) da Telebras.
A ideia inicial era de se conseguir a formação de recursos humanos especializados e também chegar a um protótipo de uma central digital. Em 1980 chegou-se a um concentrador de chamadas que é testado em campo em uma operadora de telefonia com grande sucesso. Em 1981, com o objetivo de desenvolver uma plataforma de comutação para aplicações rurais, nascia o então batizado TRÓPICO R, com uma capacidade inicial de quatro mil assinantes.
Em 1984 na Telecomunicações de Brasília (TELEBRASÍLIA) era efetuado o primeiro teste em campo de uma central digital com tecnologia brasileira. Naquela época os pesquisadores de todo o CPqD passavam por grandes momentos pois haviam atingido o seu objetivo. Mesmo nos dias de hoje são poucos os países que possuem esta tecnologia.
Em 1986, quando entra em operação a primeira central comercial, inicia-se no CPqD o projeto daquele que viria a ser um dos maiores sucessos deste centro: a plataforma de comutação digital TRÓPICO RA. Em princípio de 1990 se instala a primeira central para testes de campo do TRÓPICO RA e já neste ano começam a ser comercializadas as primeiras centrais digitais de médio porte com tecnologia brasileira.
Após isso os preços das centrais telefônicas no Brasil começam a despencar. Portanto, a TRÓPICO RA, além de propiciar a formação de recursos humanos especializados e fomentar a indústria nacional, economizou recursos financeiros à Telebras suficientes para pagar todo o investimento realizado em pesquisa e desenvolvimento pelo CPqD.
As centrais Trópico possuem a característica de terem sido desenvolvidas á base de módulos independentes. Cada módulo possui seu hardware e software independente, com isso trocam informações entre si. Em caso de falhas, as perdas são menores, pois somente um módulo por vez perde a sua funcionalidade.
Existem os seguintes tipos de centrais Trópico:
- TRÓPICO C: Concentrador de linha de assinantes;
- TRÓPICO R: Central local pequeno porte 4.000 assinantes e 800 troncos;[36]
- TRÓPICO RA: Central local/trânsito médio porte 16.000 linhas;
- TRÓPICO L: Central local/trânsito grande porte 80.000 linhas;
- TRÓPICO T: Central interurbana grande porte 50.000 troncos.

No sistema Telebras em julho de 1997 havia uma planta já instalada de 353 centrais TRÓPICO RA, com aproximadamente dois milhões e meio de terminais. A Telecomunicações de São Paulo (TELESP) tinha a maior planta com 386.482 terminais. Atualmente as centrais Trópico são fabricadas pela Trópico Telecomunicações Avançadas.

### Centrais de comutação e controle
Posteriormente surgiram as Centrais de Comutação e Controle (CCC), usadas na rede de telefonia celular e que agregam às funções da central convencional uma interface para acesso às estações rádio-base desse sistema.